# Bulbophyllum microthamnus
Bulbophyllum microthamnus är en orkidéart som beskrevs av Rudolf Schlechter. Bulbophyllum microthamnus ingår i släktet Bulbophyllum och familjen orkidéer. Inga underarter finns listade i Catalogue of Life.